# (100049) Césarann
(100049) Césarann es un asteroide perteneciente al cinturón de asteroides, descubierto el 6 de octubre de 1991 por Andrew Lowe desde el Observatorio del Monte Palomar, Estados Unidos.

## Designación y nombre
Designado provisionalmente como 1991 TD15. Fue nombrado Césarann en homenaje a “César Hernández” y “Ann Hernández” cuñado y hermana, respectivamente, del descubridor.

## Características orbitales
Césarann está situado a una distancia media del Sol de 2,355 ua, pudiendo alejarse hasta 2,834 ua y acercarse hasta 1,877 ua. Su excentricidad es 0,203 y la inclinación orbital 3,291 grados. Emplea 1320 días en completar una órbita alrededor del Sol.

## Características físicas
La magnitud absoluta de Césarann es 16,9.